# 2018年平昌オリンピックのカザフスタン選手団
2018年平昌オリンピックのカザフスタン選手団（2018ねんピョンチャンオリンピックのカザフスタンせんしゅだん）は、2018年2月9日から23日まで大韓民国江原道平昌で開催された2018年平昌オリンピックのカザフスタン選手団、およびその競技結果。

## メダル
| メダル | 選手名             | 競技                 | 種目         |
| ------ | ------------------ | -------------------- | ------------ |
| 銅     | ユリア・ガリシェワ | フリースタイルスキー | 女子モーグル |

## スケート

### フィギュアスケート
- 男子シングル - 1名
- 女子シングル - 2名